# Oceanides euphorbiae
Oceanides euphorbiae är en insektsart som beskrevs av Ashlock 1966. Oceanides euphorbiae ingår i släktet Oceanides och familjen fröskinnbaggar. Inga underarter finns listade i Catalogue of Life.